# União das Freguesias de Jolda (Madalena) e Rio Cabrão
Die  União das Freguesias de Jolda (Madalena) e Rio Cabrão ist eine portugiesische Gemeinde (Freguesia) im Kreis (Concelho) Arcos de Valdevez im Nordwesten Portugals.

## Geschichte
Die Gemeinde entstand im Zuge der Gebietsreform vom 29. September 2013 durch die Zusammenlegung der ehemaligen Gemeinden Madalena de Jolda und Rio Cabrão. Madalena de Jolda wurde Sitz der neuen Verwaltung.

## Demographie
|  | Jolda (Madalena) e Rio Cabrão | 421 | 4,23 |                   |     |      |
|  | Jolda (Madalena) e Rio Cabrão | 421 | 4,23 | Madalena de Jolda | 347 | 2,50 |
|  | Jolda (Madalena) e Rio Cabrão | 421 | 4,23 | Rio Cabrão        | 135 | 1,73 |